# Boboshticë
Boboshticë (bułg. Бобощица) – wieś znajdująca się w gminie Drenovë (obwód Korcza, Albania), położona 8 km od Korczy.

## Historia
W 1431 roku we wsi znajdowało się 540 gospodarstw, w których mieszkało łącznie około 7 tys. osób. Pod koniec XV wieku decyzją sułtana Bajazyda II miejscowość stała się własnością Iljaza Mirahoriego. Na początku XIX wieku wieś należała do Alego Paszy z Tepeleny, w 1880 roku w Boboshticë mieszkały 1004 osoby. Do lat 60. XX wieku wieś była w większości zamieszkiwana przez Bułgarów, następnie zaczęli się tam osiedlać Wołosi.
Od 1916 do 2007 roku w miejscowości funkcjonowała szkoła podstawowa.

## Religia
Najprawdopodobniej w XIII wieku wzniesiona została cerkiew św. Jana, przeszła ona rozbudowy w XV oraz XVII wieku. W 1503 roku wzniesiono cerkiew św. Dymitra.